# Kraljevi Gradec
Kraljevi Gradec (češko: Hradec Králové; nemško Königgrätz) je mesto na Češkem z okoli 94.000 prebivalci. Je glavno mesto Kralovehraškega okraja ter sedež istoimenskega okrožja. 

## Etimologija
Mesto se je prvotno imenovalo Hradec, kasneje leta 1373, ko je mesto postalo last čeških kraljic, pa je bil dodan atribut Králové (»kraljica« v stari češčini). Ime torej dobesedno pomeni »kraljičin gradec«.

## Geografija
Kraljevi Gradec leži ob sotočju rek Labe in Orlice. Nahaja se na severovzhodnem Češkem, v vzhodnem delu Polabske nižine. Najvišja točka občine je vzpetina Slatina z nadmorsko višino 281 metrov.

## Zgodovina

### 11.–16. stoletje
Prva pisna omemba gradu z imenom Hradec je v Chronici Boemorum, napisani v letih 1119–1125. Prva pisna omemba naselja Hradec pa je iz leta 1225. V letih 1308–1318 je bilo mesto rezidenca Elizabete Richeze Poljske ter Elizabete Pomeranske v letih 1378–1393. V 14. stoletju je mesto postalo vojaško in politično središče regije.
Mesto so v letih 1290, 1339 in 1407 prizadeli obsežni požari. Leta 1420, med husitskimi vojnami, so mesto osvojili Husiti in postalo je njihovo vojaško središče. Med vladavino kralja Jurija Podjebradskega je mesto doživelo novo obdobje gospodarskega, političnega in kulturnega razcveta.
Razvoj se je končal leta 1547, ko se je Kraljevi Gradec pridružil kampanji proti cesarju Ferdinandu I., zaradi česar je bilo zaplenjenih mnogo posesti ter odvzetih privilegijev. Mesto si je gospodarsko opomoglo šele konec 16. stoletja. V tem času so bile hiše prezidane v renesančnem slogu. 

### 17.–18. stoletje
Kraljevi Gradec je močno prizadela tridesetletna vojna . Leta 1639 ga je osvojila švedska vojska, ob koncu vojne pa je bilo mesto izpraznjeno in skoraj povsem uničeno. Mesto si je kmalu opomoglo, v 17. in začetku 18. stoletja pa je dobilo baročni značaj. Med avstrijsko nasledstveno vojno je bilo mesto zaradi svoje strateške lege ponovno udeleženo v vojni. 

### 19.–20. stoletje
Sredi 19. stoletja se je pričela industrializacija, znotraj utrdb pa je bilo ustanovljenih več industrijskih podjetij. V bližini mesta je 3. julija 1866 potekala odločilna bitka avstrijsko-pruske vojne, bitka pri Kraljevem Gradcu.

## Pobratena mesta
Kraljevi Gradec je pobraten z: 
 
- Alessandria, Italija
- Arnhem, Nizozemska
- Banska Bistrica, Slovaška
- Černigov, Ukrajina
- Giessen, Nemčija
- Kaštela, Hrvaška
- Metz, Francija
- Wałbrzych, Poljska
- Vroclav, Poljska